# 四喜臨門喜迎春
四囍臨門喜迎春為Twins第三張賀年專輯，於2004年1月13日在香港發行。此碟與師弟Boy'z合作。專輯班底由伍樂城編曲和林夕填詞組合。

## 專輯介紹
Twins與Boy'z與歌迷一同歡度歲晚！Twins都會推出賀年唱片，今年搞搞新意思與Boy'Z合作，一起大唱賀年新歌「四喜臨門喜迎春」，定必為大家帶來喜氣洋洋的新春氣氛！ 在MV中，阿Sa和阿嬌更首次穿上旗袍拍攝，最特別是BoyZ和Twins還要反串演出，Twins帶上假牙和貼假鬍子扮老伯，而BoyZ扮演風騷師奶，造型惹人發笑。繼初出道賀年歌「孖寶668」到2003年的「你最紅」，Twins今次與Boy'Z在「四喜臨門喜迎春」的演出必定令你叫人哭笑不得，歡樂迎新春！

## 曲目
- 四喜臨門喜迎春新曲結合（新春行大運、打雀英雄傳、三笑姻緣、錫哂你）重新由伍樂城編曲和林夕填詞操刀。

| Disc1 | Disc1                          | Disc1 | Disc1  | Disc1 |
| 曲序  | 曲目                           |       | 作曲   | 備註  |
| ----- | ------------------------------ | ----- | ------ | ----- |
| 1.    | 四喜臨門喜迎春                 | 林夕  | 伍樂城 | 新曲  |
| 2.    | 四笑嘻哈姻緣(Big NG)           |       |        |       |
| 3.    | 四福頭新春運大吉(Bigger NG)    |       |        |       |
| 4.    | 孖仔孖女錫曬你(The Biggest NG) |       |        |       |
| 5.    | 四圈論英雄Extra Large NG       |       |        |       |